# Charlotte Elliott
Charlotte Elliott (1883-1974) fue una fisióloga vegetal, micóloga estadounidense pionera, especializada en organismos bacterianos que enferman a cultivos. Fue autora de un texto de referencia muy utilizado, el Manual of Bacterial Plant Pathogens. Fue la primera mujer en recibir un Ph.D. en botánica por la Universidad de Wisconsin, Madison.

## Educación
Elliott nació en Berlín, Wisconsin. En 1907, obtuvo su licenciatura en zoología por la Universidad Stanford. Unos cuantos años después enseñó biología en la Escuela Normal estatal en Spearfish; y, tomó cursos de verano en la Universidad de Chicago. Regresó a Stanford para trabajar en una maestría en fisiología vegetal, recibiendo el M.Sc. en 1913. Se le ofreció un cargo como asistente en el Departamento de botánica, pero se negó por razones familiares; y, en su lugar regresó a Wisconsin.
En Wisconsin, trabajó dos años (1914 a 1916) como instructora en la Escuela de Agricultura y Artes Mecánicas de la Universidad Estatal de Dakota del Sur. Fue a realizar investigaciones para su posgrado en patología vegetal, primero como asistente del Jardín Botánico de Brooklyn y luego como doctorando en la Universidad de Wisconsin, Madison, donde obtuvo una beca de Alumnos de Boston. En 1918, fue la primera mujer en completar el programa doctoral en botánica por la Universidad de Wisconsin, Madison. Su trabajo de tesis se centró en Pseudomonas coronafaciens halo plaga, una enfermedad que afecta avenas.

## Carrera
Elliott fue reclutada por el bacteriólogo Erwin Frink Smith para trabajar en la Agencia de Industrias Vegetales en el Departamento de Agricultura de los Estados Unidos (USDA). Allí, continuó su estudio como fitobacterióloga como especialista en organismos nocivos a plantas, publicando numerosos papeles en su campo. Entre sus artículos científicamente notables en uno estableció la función del escarabajo pulga como vector epidemiológico en el desarrollo de la enfermedad de Stewart en maíz. Esta investigación condujo a un método para pronosticar cuán malo sería la enfermedad, en un año dado, sobre la base de índices de temperatura, reflejando la forma exitosa con que los escarabajos habían sobrevivido al invierno anterior. Su trabajo también se dirigió a la descripción de varias especies nuevas.
Elliott escribió un libro ampliamente utilizado, Manual of Bacterial Plant Pathogens, primero publicado en 1930, reeditado con revisiones en 1951, y todavía siguen siendo atraídos por los investigadores hoy.
En 1942, fue presidenta de la Sociedad Botánica de Washington.
Elliott murió en 1974.

## Algunas publicaciones

### Libros
- Bacterial Wilt of Corn. Issue 1878 of Farmers' bulletin. Publicó U.S. Department of Agriculture, 21 p. (1941)

- Manual of Bacterial Plant Pathogens, 186 p. (1930)

- Halo-Blight of Oats (1920)

### Artículos
- "Helminthosporium-Turcicum Leaf Blight of Corn". Phytopathology 36.8 (1946): 660-666. Con Merle T. Jenkins.

- "Seasonal Development, Insect Vectors, and Host Range of Bacterial Wilt of Sweet Corn." J. of Agricultural Res. 60.10 (1940): 645-686. Con F.W. Poos.

- "Dissemination of Bacterial Wilt of Corn." Iowa State College J. of Sci. 9 (1935): 461-480.

- "Overwintering of Aplanobacter stewarti." Science 80.2074 (1934): 289-290. Con F.W. Poos.

- "Sterility of Oats". Issue 1058 of Bull. of the U.S. Department of Agriculture, 8 p. (1922)

## Otras lecturas
- Matta, C. "Charlotte Elliott (1883–1974): Great Interest and Unusual Natural Ability". En Pioneering Women in Plant Pathology, J.B. Ristaino, ed. St Paul, MN: Am. Phytopathological Soc. Press, 2008, p. 47–56.

- Robert, A.L., J.G. Moseman. "Charlotte Elliott, 1883–1974". Phytopathology 66, 1976, p. 237.
- La abreviatura «C.Elliott» se emplea para indicar a Charlotte Elliott como autoridad en la descripción y clasificación científica de los vegetales.[1]